# Lac Méya
Le lac Méya est un lac pyrénéen français situé administrativement dans la commune de Cauterets dans le département des Hautes-Pyrénées, dans le Lavedan en Occitanie.
Le lac a une superficie de 0,5 ha pour une altitude de 2 465 m.

## Toponymie
En occitan, meya vient de mey qui signifie « milieu », donc le lac du milieu.

## Géographie
Le lac Méya est un lac naturel situé dans l'enceinte du parc national des Pyrénées, dans la vallée de Gaube.

### Topographie
|                        | Pic de la Badète de Labassa (2 549 m) |                            |
| Lac de Gaube (1 725 m) | lac Méya                              | Pic Mayouret (2 688 m)     |
| Pic Méya (2 533 m)     |                                       | Col de Bernadole (2 608 m) |

### Hydrographie
Le lac a pour émissaire le gave de Gaube.

## Protection environnementale
Le lac est situé dans le parc national des Pyrénées.

## Voies d'accès
Le lac Méya est accessible depuis Cauterets en suivant le GR 10 et le sentier HRP  le long du gave de Gaube au départ du Pont d'Espagne en direction du lac de Gaube.